# Давыдово (Орехово-Зуевский городской округ)
Давы́дово — гуслицкая (по некоторым данным заохотская, граничащая с гуслицким краем) деревня в Московской области России. Входит в Орехово-Зуевский городской округ. Согласно Всероссийской переписи населения 2010 года третья по величине населения деревня в России (после деревень Ватутинки и Новое Девяткино) и одна из четырёх деревень с населением более 10 тысяч жителей.

## История
Духовные грамоты великого князя Ивана Калиты упоминают волость именем Селна, расположенную по правым притокам течения реки Мерьской.
Деревня Давыдово возникла в XVII веке — первым письменным упоминанием является 9 июня 1631 года. Название деревни произошло, по разным версиям, от мужского имени Давыд или Давид.
По писцовым книгам Московского уезда 1631—1633 годов в составе волости Сельны находится «погост на речке Сошице, а на погосте церковь мученика Никиты; пашни церковные паханные 4 чети, да лесом поросло 6 четей в поле, а в дву потомуж, сена 20 копен, лесу пашенного 3 десятины, а не пашенного 2 десятины». На территории современной поликлиники стоял «никонианский» Крестовоздвиженский храм. Первое же упоминание о старообрядческой моленной в Давыдове находится в «Ведомости о состоящих в Москве и её губернии старообрядческих и раскольнических часовнях и молельнях», составленной в 1826 году.
Подавляющее большинство населения деревни, как и в целом по Запонорской волости, в состав которой входила деревня, были староверами. По данным известного миссионерского издания, журнала «Братское слово», едва ли можно было насчитать до двух десятков дворов православного населения. Хотя здесь же, в погосте Селна (на месте нынешней Давыдовской больницы), стоял православный храм, однако на религиозные воззрения жителей края он практически не влиял.
На исторических картах второй половины XIX — начала XX веков поселение именовалось по названию храма — Воздвиженское. По некоторым историческим данным село Воздвиженское относилось к Богородской волости Московского уезда, однако согласно картам Московского уезда XIX века село располагалось на границе Бронницкого уезда.
Несмотря на специфические условия, крестьяне в Давыдове развивали хлебопашество. В это же время возникали различные промыслы. Давыдовские жители занимались ткачеством и использовали при этом местные виды сырья — лён, коноплю, а также хлопчатобумажную пряжу с прядильных фабрик окрестностей.
Стан стоил тогда 15—20 рублей. Их ставили в «светёлках» — специальных домах на несколько станков. При 12-часовом рабочем дне ткач вырабатывал за 2 дня кусок ткани. Домашние ткачи на рынок не работали, а исполняли заказы частного заказчика. Григорий и Афанасий Гущины имели ручное ткачество, в 1845 году у них работало 20 человек. В 1890 году купцом Г. А. Гущиным была основана ткацкая фабрика на 20 человек, купцами Тереховыми — красильное производство на 7 человек. В 1906 году Гущины строят механическую фабрику с двумя двигателями в 123 лошадиных силы. В 1913 году на этой фабрике уже работало 166 человек. В 1912—1915 годах здание фабрики купцов было перестроено и значительно расширено.
До 1914 года в Давыдове было две школы: церковно-приходская двухклассная и земское начальное училище. В 1905—1910 годах учителем церковно-приходской школы был священник единоверческой церкви отец Фёдор. По воспоминаниям местных жителей, «суровый был батюшка, боялись его». Финансирование земского начального училища осуществлялось в основном за счёт местного бюджета. Обязательными предметами для изучения были: Закон Божий, русский язык с чистописанием, арифметика.

### Давыдово в советское время

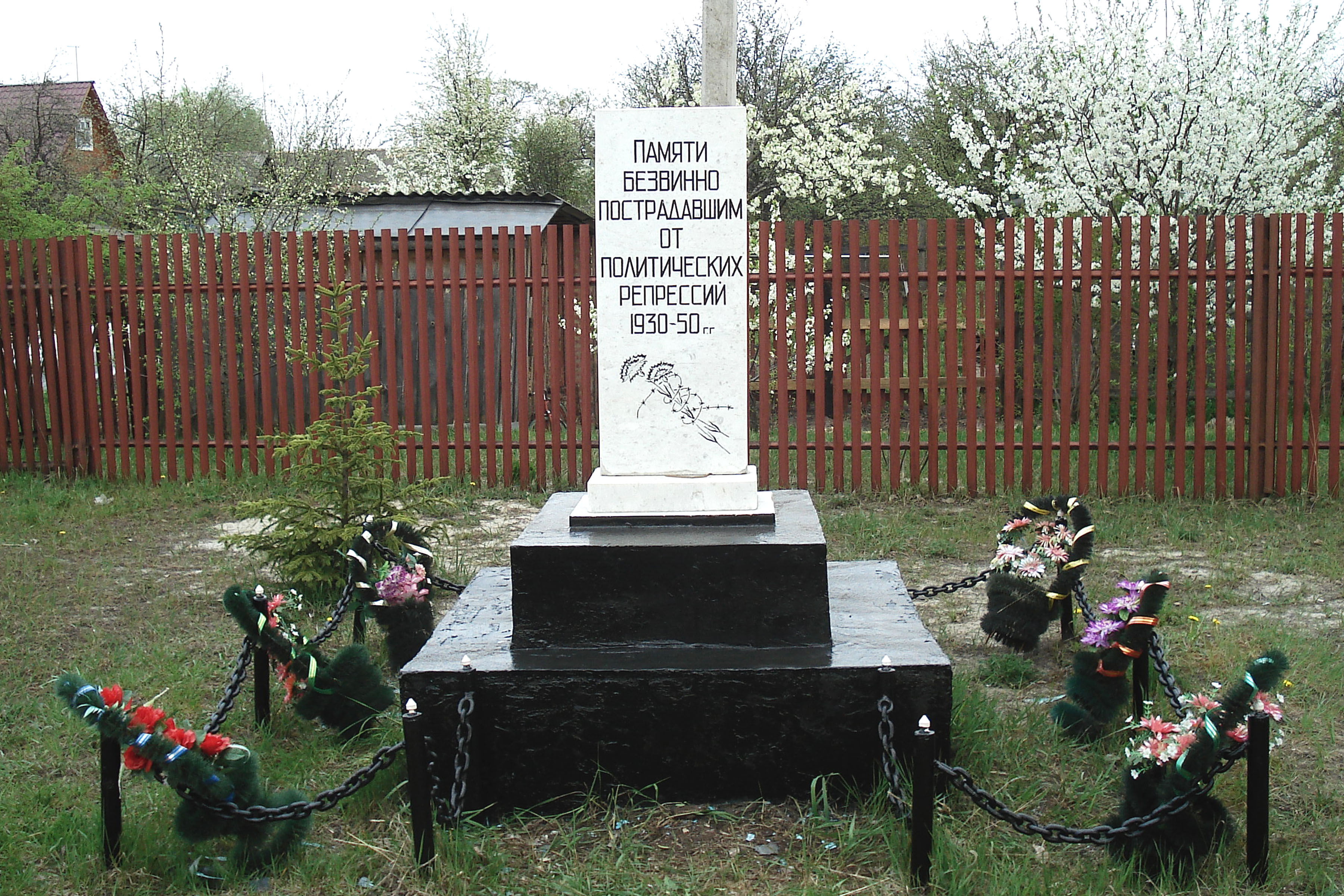
Давыдово. Мемориал памяти жертв политических репрессий

Несмотря на распространенную точку зрения, что в деревне Давыдово располагались 2 моленные: летняя и зимняя, на самом деле их было 3. Небольшая моленная стояла позади «попова дома» (ранее в нём жил Владыка Даниил, затем — священник Димитрий Абрамов, после его ареста в доме располагалась школа, ныне — обычный жилой дом). Первоначально данная моленная использоваться только для келейной молитвы Владыки Даниила и его ближайшего окружения. Решением № 244 от 5 февраля 1941 года Исполком Мособлсовета закрыл, «учитывая ходатайство населения», уже третий по счёту молитвенный дом в селе Давыдово. При этом первая (зимняя) была закрыта согласно постановлению Мособлисполкома от 26 января 1930 году, а вторая (летняя) постановлением от 29 июня 1938 года была переоборудована под клуб.
В годы Великой Отечественной войны (1941—1945 гг.) Давыдовским механическим заводом изготовлялась военная продукция: «Ежи» для повреждения шин мотоциклов и машин противника, корпуса гранат Ф-1, корпуса мин М-82. В 1944 году выпуск военной продукции был увеличен в 3,5 раза по сравнению с 1941 годом. Рабочие трудились в три смены, часто без выходных дней, по 12—15 часов в сутки.
Форму гранат и мин делали из замороженной земли, руки мёрзли, мороженую землю рубили ломом. Рабочим по карточкам выдавали 600 граммов хлеба на 1 день, иждивенцам — по 400 г.
На Давыдовском механическом заводе проходили трудовые вахты, развивалось стахановское движение. Лучшими работниками были Байкова Матрёна Савельевна, Ганенкова Мария Родионовна, Зеленова Анастасия Семеновна, Попова Анфиса Васильевна. Они перевыполняли норму в 2—3 раза, награждены медалями «За оборону Москвы», «За доблестный труд в Великой Отечественной войне 1941—1945 гг.». В фонд государства завод заготовил 5000 кубометров дров. В 1944 году на Давыдовском заводе успешно проведён сбор средств на постройку боевого самолёта и отработан 1 рабочий день с передачей средств в фонд обороны. В газете «Ленинский путь» от 16 марта 1944 года жители Давыдово прочли:
      Давыдовскому литейно-механическому заводу

                                                 Директору завода т. Ильину

                            Секретарю парторганизации т. Масленниковой А. М.

                                     Председателю завкома т. Захаровой А. И.

Прошу передать рабочим, работницам, инженерно-техническим работникам
 и служащим Давыдовского литейно-механического завода, собравшим 104000
 рублей на постройку боевого самолета, мой братский привет и благодарность
 Красной Армии.

 И. Сталин
1 января 1978 года Давыдовский механический завод был переименован в Давыдовский завод сельскохозяйственных машин. Небольшой заводик стал единственным поставщиком крупнотоннажных, высокопроизводительных разбрасывателей минеральных удобрений. Продукция завода: РУМ-8, РУМ-16 — машины, предназначенные для внесения минеральных удобрений и известковых материалов, а также транспортёры ПКС-80, предназначенные для погрузочно-разгрузочных работ. Первый РУМ-8 вышел из ворот завода в ноябре 1979. В 1980 году было собрано 85 разбрасывателей минеральных удобрений. В конце 1981 года в торжественной обстановке заводские машиностроители передали юбилейный РУМ-8 представителям Орехово-Зуевского производственного объединения «Райсельхозхимия». Машину, на борту которой выведена цифра 1000, принял механизатор Виктор Чернышов. 551 работнику завода присвоено почётное звание «Ударник коммунистического труда», в том числе 184 инженерно-техническим работникам и служащим. В 1984 году на предприятии работало 2200 рабочих и служащих.
В 1994—2006 годах Давыдово было центром Давыдовского сельского округа.
До января 2018 года деревня входила в Орехово-Зуевский район и была административным центром сельского поселения Давыдовское. С января 2018 до марта 2019 гг. входила в городской округ Ликино-Дулёво. C 2019 года входит в Орехово-Зуевский городской округ.

## Население
| 1926 | 2002    | 2006    | 2010    | 2021    |
| ---- | ------- | ------- | ------- | ------- |
| 777  | ↗10 694 | ↗11 041 | ↘10 918 | ↘10 601 |

## Старообрядчество в Давыдове

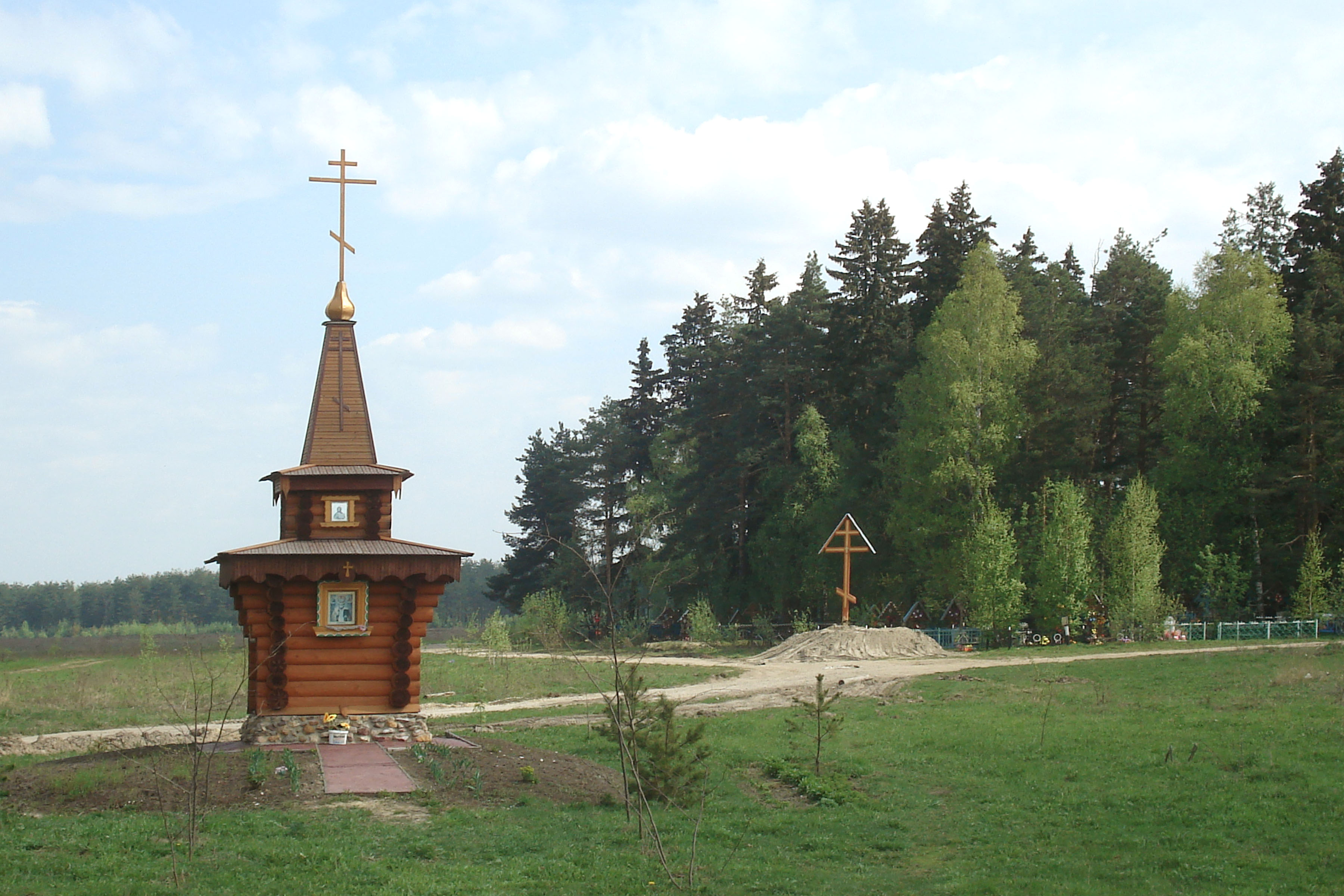
Часовня в деревне Давыдово

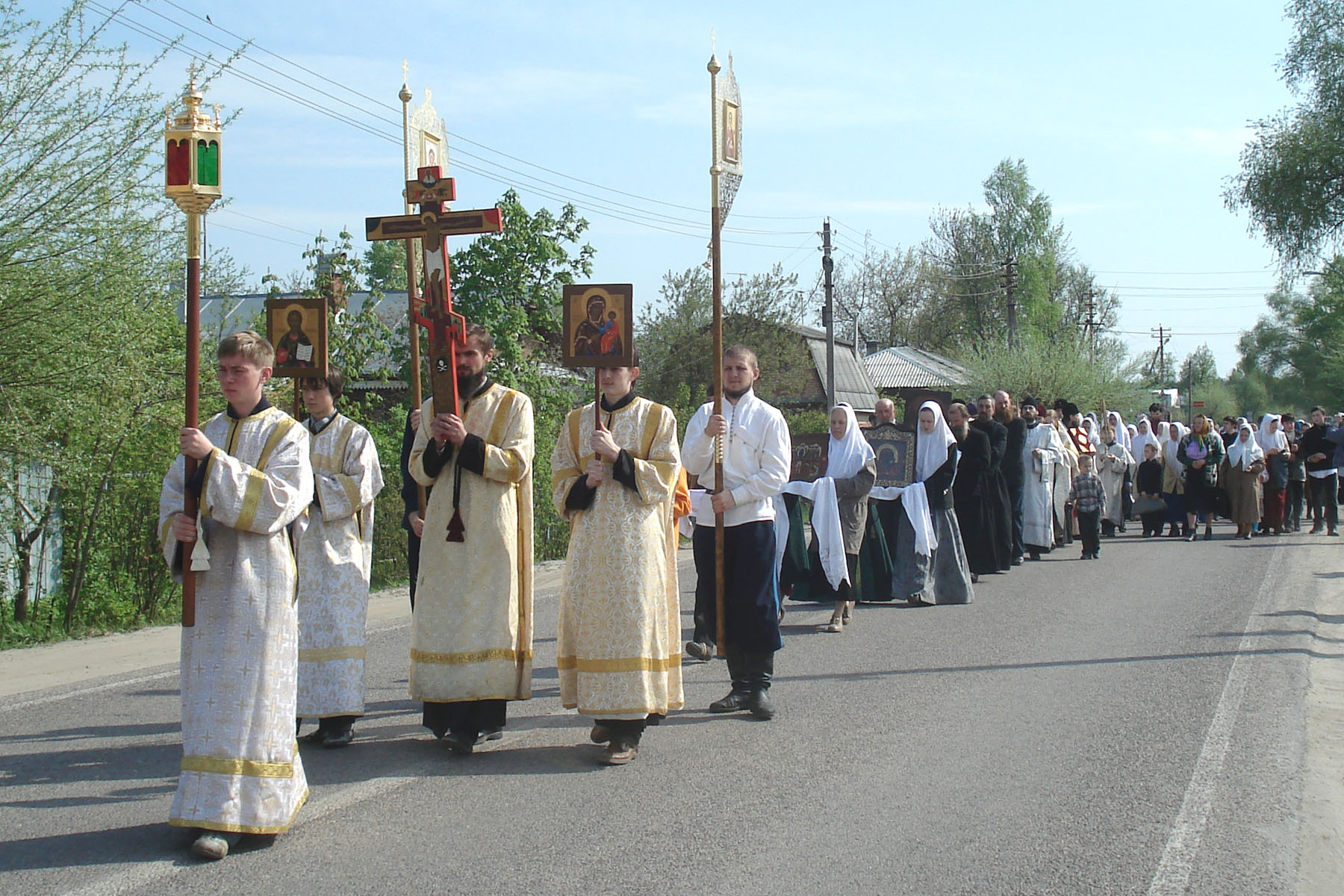
Давыдово. Старообрядческий пасхальный крестный ход. 2 мая 2008 г.

Селение Давыдово в начале XX века стало местом пребывания одного из известных деятелей старообрядцев, не приемлющих Окружного послания — Даниила Богородского, который являлся одновременно и лидером одного из наиболее консервативных направлений неокружничества, получившего название по его имени — «даниловцев». Даниил лично служил в моленных и исполнял все требы, но при этом не поддерживал просьбу прихожан рукоположить священника. Кроме того, он был против устройства на храме глав и крестов, считая, что всё должно быть так, как и было, как молились старообрядцы до объявления свобод 1905—1906 годов.
Большинство населения деревни Давыдово составляли старообрядцы. Сегодня в Давыдове существует старообрядческая община, относящаяся к Русской Православной старообрядческой Церкви (другое название — Белокриницкое согласие). В деревне имеется деревянный Храм Воздвижения Честнаго Креста. Настоятель храма — иерей Иоанн Гусев, сын известного деятеля РПСЦ священноинока Ливерия (Леонид Гусев; 1932—2005) и племянник Предстоятеля РПСЦ Алимпия (Александр Гусев; 1929—2003). Идёт сбор средств и подготовительные работы для постройки каменного храма.
Община и настоятель пользуются большим авторитетом среди старообрядцев окружающих сёл и деревень и высших иерархов РПСЦ, которые регулярно посещают Давыдово. Последний визит, связанный с участием в Пасхальном Крестном ходе, Предстоятель РПСЦ Преосвященнейший владыка Корнилий нанёс 2 мая 2008 года.

## Экономика
На территории Давыдовского промышленного комплекса (ул. Заводская, 21) функционируют:

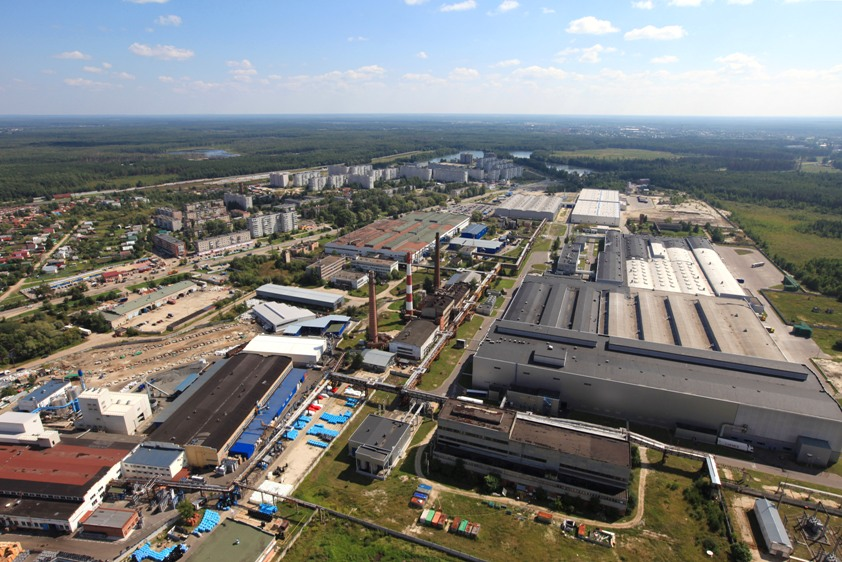
Промышленная зона деревни Давыдово. Комплекс «Логопром Давыдово».

- ООО «Давыдово-Менеджмент» (имущественный комплекс Логопром Давыдово),
- ООО «Мишлен. Русская Компания по производству шин» (автомобильные шины); Франция,
- ООО «Тегола Руфинг Продактс» (гибкая черепица на битумной основе); Италия,
- ЗАО «Акватекс-Пласт» (аренда научного и промышленного оборудования, производство изделий из пластмассы),
- ЗАО «Акватекс-Форм» (производство пластмассовых плит, труб для канализации, полос, различных ёмкостей, бордюры для дорожных служб и др.),
- МУП «Теплосеть» (производство, передача пара и горячей воды),
- ООО «Акватон Рус» (мебель для ванных комнат),
- ООО «Импульс-Норд»,
- ООО «Импульс-Пласт» (производство полиэтиленовых ёмкостей и полипропиленовых труб и фитингов для отопления, водоснабжения и внутренней канализации под торговой маркой «Aquatech»),
- ООО «Марп» (ремонт и мойка машин),Швейный цех.
- ООО «Меткер» (металлообработка),
- ООО «Тема-Норд» (производство гидроизоляционных материалов),
- ООО «Колумб» (столярные изделия),
- ООО «Унисон-М» (подготовка готовых дверей к продаже),
- ООО «Давыдово-Сервис» (автозаправочная деятельность),
- ООО «Инструментальщик» (производство металлических изделий),
- ЗАО «Автоспецмаш» (ремонт автотехники),
- ИП Волчков Ю. С. (торговля),
- МУП КВП, (услуги по водоснабжению и водоотведение для потребителей Орехово-Зуевского муниципального района. На промплощадке д. Давыдово находится гараж для спецтехники),
- ОАО «СПК Гора» (завод комбикормов),Свиноводческое производство.
- ООО «Сатурн Сервис»
- бывший СМУ-6

### Транспорт
Действуют автобусные маршруты Куровское — Давыдово — Анциферово, Павловский Посад — Давыдово, Давыдово — Ликино-Дулёво — Орехово-Зуево, Куровское — Давыдово — Дрезна; Такси-Давыдово. С железнодорожной станции Давыдово Большого кольца МЖД электропоездами возможно сообщение с Куровским, Михневом, Жилевом, Воскресенском, Ликино-Дулёвом, Орехово-Зуевом, Киржачом, Карабановом и Александровом.

## Культура и досуг
В деревне Давыдово действует муниципальный ДК «Триумф», работает школа искусств им. Бородина. Воспитанники этого учреждения занимают призовые места в районных, областных и общероссийских конкурсах.
Работает детско-юношеская спортивная школа. В августе 2011 года были открыты два спортивных зала: бокса и атлетики.

### Хоккей
Хоккейный коллектив представлен взрослой любительской командой (ХК «Давыдово»), 28 ноября 2009 года в г. Электросталь она заняла третье место в играх на кубок главы Орехово-Зуево и района. В сезоне 2010—2011 гг. на турнире, который организовало ООО «Русский текстиль», команда Давыдово заняла первое место и выиграла Кубок района.

## Телекоммуникации и связь

### Телевидение
В Давыдове телевидение представлено системой кабельного ТВ Куровского Телеателье. YotaBit с 2012 года предоставляет услуги кабельного ТВ.

### Интернет
Сегмент представлен четырьмя провайдерами:
- Ростелеком (ADSL, VDSL, FTTx)
- Flex/OzMatrix (LAN/VPN)
- Yotabit (LAN/VPN)
- Кредо-Телеком